# Neoanchistus nasalis
Neoanchistus nasalis är en kräftdjursart som beskrevs av Lipke Bijdeley Holthuis 1986. Neoanchistus nasalis ingår i släktet Neoanchistus och familjen Palaemonidae. Inga underarter finns listade i Catalogue of Life.